# Patrick Rafter
Patrick «Pat» Rafter (Mount Isa, Queensland, 28 de desembre de 1972) és un extennista australià.
En el seu palmarès destaquen dos títols consecutius de l'Obert dels Estats Units (1997, 1998) a més de dues finals de Wimbledon, que li van permetre arribar al primer lloc del rànquing ATP durant una setmana. També va guanyar un títol de l'Open d'Austràlia (1999) en dobles masculins. Va acumular un total d'onze títols individuals i deu de dobles masculins. Rafter es va caracteritzar pel seu joc agressiu de treure i volea. L'any 1998 va esdevenir el primer tennista en guanyar els masters de Canadà, Cincinnati i US Open el mateix any. Va formar part de l'equip australià de Copa Davis en diverses ocasions i va liderar l'equip en la consecució del títol de 1999.

## Biografia
A l'abril de 2004, va contreure matrimoni amb Lara Feltham i actualment ambdós són pares d'un fill.
La pista central del Queensland Tennis Centre de Brisbane va anomenar Pat Rafter Arena la seva pista central en el seu honor. L'any 2002 fou guardonat com l'Australià de l'any, però aquest fet va crear controvèrsia perquè durant gran part de la seva carrera es va establir a les Bermudes pel pagament d'impostos.
Va entrar a l'International Tennis Hall of Fame i a l'Sport Australia Hall of Fame l'any 2006, i dos anys després a Australian Tennis Hall of Fame.
Durant cinc anys fou capità de l'equip australià de Copa Davis.

## Torneigs de Grand Slam

### Individual: 4 (2−2)
| Resultat  | Núm. | Any  | Torneig       | Oponent            | Marcador                  |
| --------- | ---- | ---- | ------------- | ------------------ | ------------------------- |
| Guanyador | 1.   | 1997 | US Open       | Greg Rusedski      | 6−3, 6−2, 4−6, 7−5        |
| Guanyador | 2.   | 1998 | US Open (2)   | Mark Philippoussis | 6−3, 3−6, 6−2, 6−0        |
| Finalista | 1.   | 2000 | Wimbledon     | Pete Sampras       | 7−6(10), 6−7(5), 4−6, 2−6 |
| Finalista | 2.   | 2001 | Wimbledon (2) | Goran Ivanišević   | 3−6, 6−3, 3−6, 6−2, 7−9   |

### Dobles masculins: 1 (1−0)
| Resultat  | Núm. | Any  | Torneig          | Parella        | Oponents                     | Marcador                    |
| --------- | ---- | ---- | ---------------- | -------------- | ---------------------------- | --------------------------- |
| Guanyador | 1.   | 1999 | Open d'Austràlia | Jonas Björkman | Leander Paes Mahesh Bhupathi | 6−3, 4−6, 6−4, 6−7(10), 6−4 |

## Palmarès

### Individual: 25 (11−14)
| Llegenda (pre/post 2009)                                 |
| -------------------------------------------------------- |
| Grand Slams (2−2)                                        |
| Tennis Masters Cup / ATP Finals (0−0)                    |
| Grand Slam Cup (0−1)                                     |
| ATP Masters Series / ATP World Tour Masters 1000 (2−4)   |
| ATP International Series Gold / ATP World Tour 500 (1−2) |
| ATP International Series / ATP World Tour 250 (6−5)      |

| Títols per superfície |
| --------------------- |
| Dura (7−8)            |
| Gespa (4−2)           |
| Terra batuda (0−2)    |
| Moqueta (0−2)         |

| Resultat  | Núm. | Data                   | Torneig                         | Superfície   | Oponent             | Marcador                  |
| --------- | ---- | ---------------------- | ------------------------------- | ------------ | ------------------- | ------------------------- |
| Finalista | 1.   | 11 d'abril de 1994     | Hong Kong, Hong Kong            | Dura         | Michael Chang       | 1−6, 3−6                  |
| Guanyador | 1.   | 13 de juny de 1994     | Manchester, Regne Unit          | Gespa        | Wayne Ferreira      | 7−6(5), 7−6(4)            |
| Finalista | 2.   | 24 de febrer de 1997   | Filadèlfia, Estats Units        | Dura (i)     | Pete Sampras        | 7−5, 6−7(4), 3−6          |
| Finalista | 3.   | 7 d'abril de 1997      | Hong Kong (2)                   | Dura         | Michael Chang       | 3−6, 3−6                  |
| Finalista | 4.   | 19 de maig de 1997     | Sankt Pölten, Àustria           | Terra batuda | Marcelo Filippini   | 6−7(2), 2−6               |
| Finalista | 5.   | 11 d'agost de 1997     | New Haven, Estats Units         | Dura         | Ievgueni Kàfelnikov | 6−7(4), 4−6               |
| Finalista | 6.   | 18 d'agost de 1997     | Long Island, Estats Units       | Dura         | Carles Moyà         | 4−6, 6−7(1)               |
| Guanyador | 2.   | 25 d'agost de 1997     | US Open, Estats Units           | Dura         | Greg Rusedski       | 6−3, 6−2, 4−6, 7−5        |
| Finalista | 7.   | 22 de setembre de 1997 | Grand Slam Cup, Alemanya        | Moqueta (i)  | Pete Sampras        | 2−6, 4−6, 5−7             |
| Guanyador | 3.   | 6 d'abril de 1998      | Madràs, Índia                   | Dura         | Mikael Tillstrom    | 6−3, 6−4                  |
| Guanyador | 4.   | 15 de juny de 1998     | 's-Hertogenbosch, Països Baixos | Gespa        | Martin Damm         | 7−6(2), 6−2               |
| Guanyador | 5.   | 3 d'agost de 1998      | Toronto, Canadà                 | Dura         | Richard Krajicek    | 7−6(3), 6−4               |
| Guanyador | 6.   | 10 d'agost de 1998     | Cincinnati, Estats Units        | Dura         | Pete Sampras        | 1−6, 7−6(2), 6−4          |
| Guanyador | 7.   | 24 d'agost de 1998     | Long Island                     | Dura         | Fèlix Mantilla      | 7−6(3), 6−2               |
| Guanyador | 8.   | 31 d'agost de 1998     | US Open                         | Dura         | Mark Philippoussis  | 6−3, 3−6, 6−2, 6−0        |
| Finalista | 8.   | 14 de maig de 1999     | Roma, Itàlia                    | Terra batuda | Gustavo Kuerten     | 4−6, 5−7, 6−7(6)          |
| Guanyador | 9.   | 14 de juny de 1999     | 's-Hertogenbosch (2)            | Gespa        | Andrei Pavel        | 3−6, 7−6(7), 6−4          |
| Finalista | 9.   | 9 d'agost de 1999      | Cincinnati                      | Dura         | Pete Sampras        | 6−7(7), 3−6               |
| Guanyador | 10.  | 19 de juny de 2000     | 's-Hertogenbosch (3)            | Gespa        | Nicolas Escudé      | 6−1, 6−3                  |
| Finalista | 10.  | 10 de juliol de 2000   | Wimbledon, Regne Unit           | Gespa        | Pete Sampras        | 7−6(10), 6−7(5), 4−6, 2−6 |
| Finalista | 11.  | 13 de novembre de 2000 | Lió, França                     | Moqueta (i)  | Arnaud Clément      | 6−7(2), 6−7(5)            |
| Finalista | 12.  | 9 de juliol de 2001    | Wimbledon (2)                   | Gespa        | Goran Ivanišević    | 3−6, 6−3, 3−6, 6−2, 7−9   |
| Finalista | 13.  | 5 d'agost de 2001      | Mont-real                       | Dura         | Andrei Pavel        | 6−7(3), 6−2, 3−6          |
| Finalista | 14.  | 12 d'agost de 2001     | Cincinnati (2)                  | Dura         | Gustavo Kuerten     | 1−6, 3−6                  |
| Guanyador | 11.  | 19 d'agost de 2001     | Indianàpolis, Estats Units      | Dura         | Gustavo Kuerten     | 4−2, retirada             |

#### Períodes com a número 1
| Núm. | Predecessor  | Dates                   | Successor    | Setmanes | Acumulat |
| ---- | ------------ | ----------------------- | ------------ | -------- | -------- |
| 1.   | Andre Agassi | 26/07/1999 − 01/08/1999 | Pete Sampras | 1        | 1        |

### Dobles masculins: 19 (10−9)
| Llegenda (pre/post 2009)                                 |
| -------------------------------------------------------- |
| Grand Slams (1−0)                                        |
| Tennis Masters Cup / ATP Finals (0−0)                    |
| ATP Masters Series / ATP World Tour Masters 1000 (2−2)   |
| ATP International Series Gold / ATP World Tour 500 (0−1) |
| ATP International Series / ATP World Tour 250 (7−6)      |

| Títols per superfície |
| --------------------- |
| Dura (6−4)            |
| Gespa (2−2)           |
| Terra batuda (2−1)    |
| Moqueta (0−2)         |

| Resultat  | Núm. | Data                 | Torneig                     | Superfície   | Parella            | Oponents                         | Marcador                    |
| --------- | ---- | -------------------- | --------------------------- | ------------ | ------------------ | -------------------------------- | --------------------------- |
| Finalista | 1.   | 11 d'abril de 1994   | Hong Kong, Hong Kong        | Dura         | Jonas Björkman     | Jim Grabb Brett Steven           | Renúncia                    |
| Guanyador | 1.   | 16 de maig de 1994   | Bolonya, Itàlia             | Terra batuda | John Fitzgerald    | Vojtěch Flégl Andrew Florent     | 6−3, 6−3                    |
| Finalista | 2.   | 17 d'octubre de 1994 | Lió, França                 | Moqueta (i)  | Martin Damm        | Jakob Hlasek Ievgueni Kàfelnikov | 7−6, 6−7, 6−7               |
| Guanyador | 2.   | 2 de gener de 1995   | Adelaida, Austràlia         | Dura         | Jim Courier        | Byron Black Grant Connell        | 7−6, 6−4                    |
| Finalista | 3.   | 9 d'octubre de 1995  | Ostrava, República Txeca    | Moqueta (i)  | Guy Forget         | Jonas Björkman Javier Frana      | 7−6, 4−6, 6−7               |
| Finalista | 4.   | 15 d'abril de 1996   | Bermudes, Bermudes          | Terra batuda | Pat Cash           | Jan Apell Brent Haygarth         | 6−3, 1−6, 3−6               |
| Guanyador | 3.   | 6 de maig de 1996    | Pinehurst, Estats Units     | Terra batuda | Pat Cash           | Ken Flach David Wheaton          | 6−2, 6−3                    |
| Guanyador | 4.   | 5 de gener de 1997   | Adelaida (2)                | Dura         | Bryan Shelton      | Todd Woodbridge Mark Woodforde   | 6−4, 1−6, 6−3               |
| Finalista | 5.   | 10 de març de 1997   | Indian Wells, Estats Units  | Dura         | Mark Philippoussis | Mark Knowles Daniel Nestor       | 6−7, 6−4, 5−7               |
| Finalista | 6.   | 14 d'abril de 1997   | Tòquio, Japó                | Dura         | Justin Gimelstob   | Martin Damm Daniel Vacek         | 6−2, 2−6, 6−7               |
| Guanyador | 5.   | 15 de juny de 1997   | Londres, Regne Unit         | Gespa        | Mark Philippoussis | Sandon Stolle Cyril Suk          | 6−2, 4−6, 7−5               |
| Finalista | 7.   | 11 d'agost de 1997   | Cincinnati, Estats Units    | Dura         | Mark Philippoussis | Todd Woodbridge Mark Woodforde   | 6−7, 6−4, 4−6               |
| Guanyador | 6.   | 15 de març de 1997   | Indian Wells                | Dura         | Jonas Björkman     | Todd Martin Richey Reneberg      | 6−4, 7−6                    |
| Finalista | 8.   | 8 de juny de 1998    | Londres                     | Gespa        | Jonas Björkman     | Todd Woodbridge Mark Woodforde   | Final no disputada          |
| Guanyador | 7.   | 2 d'agost de 1998    | Los Angeles, Estats Units   | Dura         | Sandon Stolle      | Jeff Tarango Daniel Vacek        | 6−4, 6−4                    |
| Guanyador | 8.   | 31 de gener de 1999  | Open d'Austràlia, Austràlia | Dura         | Jonas Björkman     | Mahesh Bhupathi Leander Paes     | 6−3, 4−6, 6−4, 6−7(10), 6−4 |
| Guanyador | 9.   | 13 de juny de 1999   | Halle, Alemanya             | Gespa        | Jonas Björkman     | Paul Haarhuis Jared Palmer       | 6−3, 7−5                    |
| Guanyador | 10.  | 8 d'agost de 1999    | Mont-real, Canadà           | Dura         | Jonas Björkman     | Byron Black Wayne Ferreira       | 7−6, 6−4                    |
| Finalista | 9.   | 17 de juny de 2001   | Halle                       | Gespa        | Max Mirnyi         | Daniel Nestor Sandon Stolle      | 4−6, 7−6(5), 1−6            |

### Equips: 2 (0−2)
| Resultat  | Núm. | Data                                   | Torneig                              | Superfície       | Equip                                        | Oponents                                                         | Marcador |
| --------- | ---- | -------------------------------------- | ------------------------------------ | ---------------- | -------------------------------------------- | ---------------------------------------------------------------- | -------- |
| Finalista | 1.   | 8 − 10 de desembre de 2000             | Copa Davis, Barcelona, Espanya       | Terra batuda (i) | Lleyton Hewitt Sandon Stolle Mark Woodforde  | Joan Balcells Àlex Corretja Albert Costa Juan Carlos Ferrero     | 1−3      |
| Finalista | 2.   | 30 de novembre − 2 de desembre de 2001 | Copa Davis, Melbourne, Austràlia (2) | Gespa            | Wayne Arthurs Lleyton Hewitt Todd Woodbridge | Nicolas Escude Sebastien Grosjean Cedric Pioline Fabrice Santoro | 2−3      |

## Trajectòria

### Individual
| Open d'Austràlia | Q2  | Q1  | 1R  | 1R          | 3R          | 4R          | 2R    | 1R          | 3R          | 3R          | A     | SF    | 0 / 9     | 15 − 9    |
| Roland Garros | A   | A   | A   | Q3          | 4R          | 1R          | 1R    | SF          | 2R          | 3R          | 2R    | 1R    | 0 / 8     | 12 − 8    |
| Wimbledon | A   | A   | Q2  | 3R          | 2R          | 1R          | 4R    | 4R          | 4R          | SF          | F     | F     | 0 / 9     | 29 − 9    |
| US Open | A   | A   | Q1  | 1R          | 3R          | 2R          | 1R    | G           | G           | 1R          | 1R    | 4R    | 2 / 9     | 20 − 7    |
| Jocs Olímpics | NC  | NC  | A   | No celebrat | No celebrat | No celebrat | A     | No celebrat | No celebrat | No celebrat | 2R    | NC    | 0 / 1     | 1 − 1     |
| Tennis Masters Cup | A   | A   | A   | A           | A           | A           | A     | RR          | A           | A           | A     | RR    | 0 / 2     | 2 − 4     |
| Total Victòries−Derrotes                                                                                                   | 0−0 | 0−1 | 0−3 | 11−11       | 45−28       | 32−25       | 25−20 | 65−29       | 60−21       | 38−16       | 34−19 | 48−18 | 358 − 191 | 358 − 191 |
| Rànquing a final d'any | 751 | 293 | 243 | 66          | 20          | 66          | 62    | 2           | 4           | 16          | 15    | 7     |           |           |
| Llegenda: G: Guanyador; F: Finalista; SF: Semifinalista; QF: Quarts de final; Q: Qualificació; A: Absent; RR: Round Robin; |     |     |     |             |             |             |       |             |             |             |       |       |           |           |

### Dobles masculins
| Open d'Austràlia | A   | A   | 2R  | 2R | 1R | 3R | 2R | 1R | 1R | G  | A   | A   | R       | 1R      | R       | 1R      | 1 / 10 | 10 − 8 |
| Roland Garros | A   | A   | A   | A  | 1R | 1R | 3R | 3R | SF | 3R | 2R  | A   | Retirat | Retirat | Retirat | Retirat | 0 / 7  | 11 − 6 |
| Wimbledon | A   | A   | A   | Q3 | Q3 | QF | SF | QF | SF | QF | A   | A   | Retirat | Retirat | Retirat | Retirat | 0 / 5  | 17 − 4 |
| US Open | A   | A   | A   | QF | 2R | 3R | SF | 3R | QF | A  | A   | A   | Retirat | Retirat | Retirat | Retirat | 0 / 6  | 15 − 6 |
| Rànquing a final d'any | 664 | 434 | 225 | 64 | 60 | 30 | 30 | 12 | 16 | 19 | 121 | 120 |         | −       |         | −       |        |        |
| Llegenda: G: Guanyador; F: Finalista; SF: Semifinalista; QF: Quarts de final; Q: Qualificació; A: Absent; RR: Round Robin; |     |     |     |    |    |    |    |    |    |    |     |     |         |         |         |         |        |        |